# Кардајак
Кардајак (фр. Cardaillac) насеље је и општина у јужној Француској у региону Миди Пирене, у департману Лот која припада префектури Фижак.
По подацима из 2011. године у општини је живело 576 становника, а густина насељености је износила 31,82 становника/km². Општина се простире на површини од 18,1 km². Налази се на средњој надморској висини од 375 метара (максималној 575 m, а минималној 226 m).

## Демографија
| 1962. | 1968. | 1975. | 1982. | 1990. | 1999. | 2011. |
| ----- | ----- | ----- | ----- | ----- | ----- | ----- |
| 288   | 372   | 407   | 434   | 475   | 498   | 576   |

График промене броја становника у току последњих година